# Barbro Fridén
Barbro Elisabet Fridén, född 1956, är en svensk läkare inom obstetrik och gynekologi. 
Barbro Fridén studerade medicin vid Umeå universitet 1977 till 1983. Hon disputerade vid Göteborgs universitet 1999. Hon har tidigare varit divisionschef för Astrid Lindgrens barnsjukhus vid Karolinska universitetssjukhuset och är sedan 2010 styrelseledamot i Vitrolife AB, även styrelseledamot i European Sperm Bank, Sophiahemmet, Getinge, Apoteket, Helsa, Sjöräddningssällskapet med mera. Barbro Fridén var Karolinska universitetssjukhusets talesperson i samband med barnläkarfallet.
Hon var sjukhusdirektör för Sahlgrenska Universitetssjukhuset i Göteborg mellan 2012 och 2016.. Som sjukhusdirektör var Fridén drivande i att införa värdebaserad vård, för vilket hon bland annat 2015 blev tilldelad utmärkelsen Årets ledare för.